# Industrie cinématographique chrétienne
L'industrie cinématographique chrétienne est un aspect des médias chrétiens[pas clair] pour les films contenant un message ou une morale à thème chrétien. Il s'agit souvent de films interconfessionnels, mais il peut également s'agir de films ciblant une confession chrétienne spécifique.
Les productions populaires des studios grand public de films comportant des messages chrétiens forts ou des histoires bibliques, telles que Ben-Hur, Les Dix Commandements, Le Prince d'Égypte, La Passion du Christ, La Tunique, Sergent York, L'Éveil d'un champion, Le Livre d'Eli, La Foi et l'Ordre, La Résurrection du Christ, Tu ne tueras point et Silence ne font pas spécifiquement partie de l'industrie cinématographique chrétienne. Ces films ont généralement aussi un budget beaucoup plus élevé, des valeurs de production et des stars de cinéma plus connues.
De nombreux films de l'industrie cinématographique chrétienne sont produits par des sociétés indépendantes ouvertement chrétienne et ciblant principalement un public ouvert à la spiritualité chrétienne. La société de production Sherwood Pictures fondée en 2003 par l’Église baptiste de Sherwood à Albany (Géorgie), aux États-Unis, a particulièrement été influente au début du XXIe siècle,. Son film Fireproof a été le film indépendant le plus rentable de 2008.

## Histoire

### Débuts

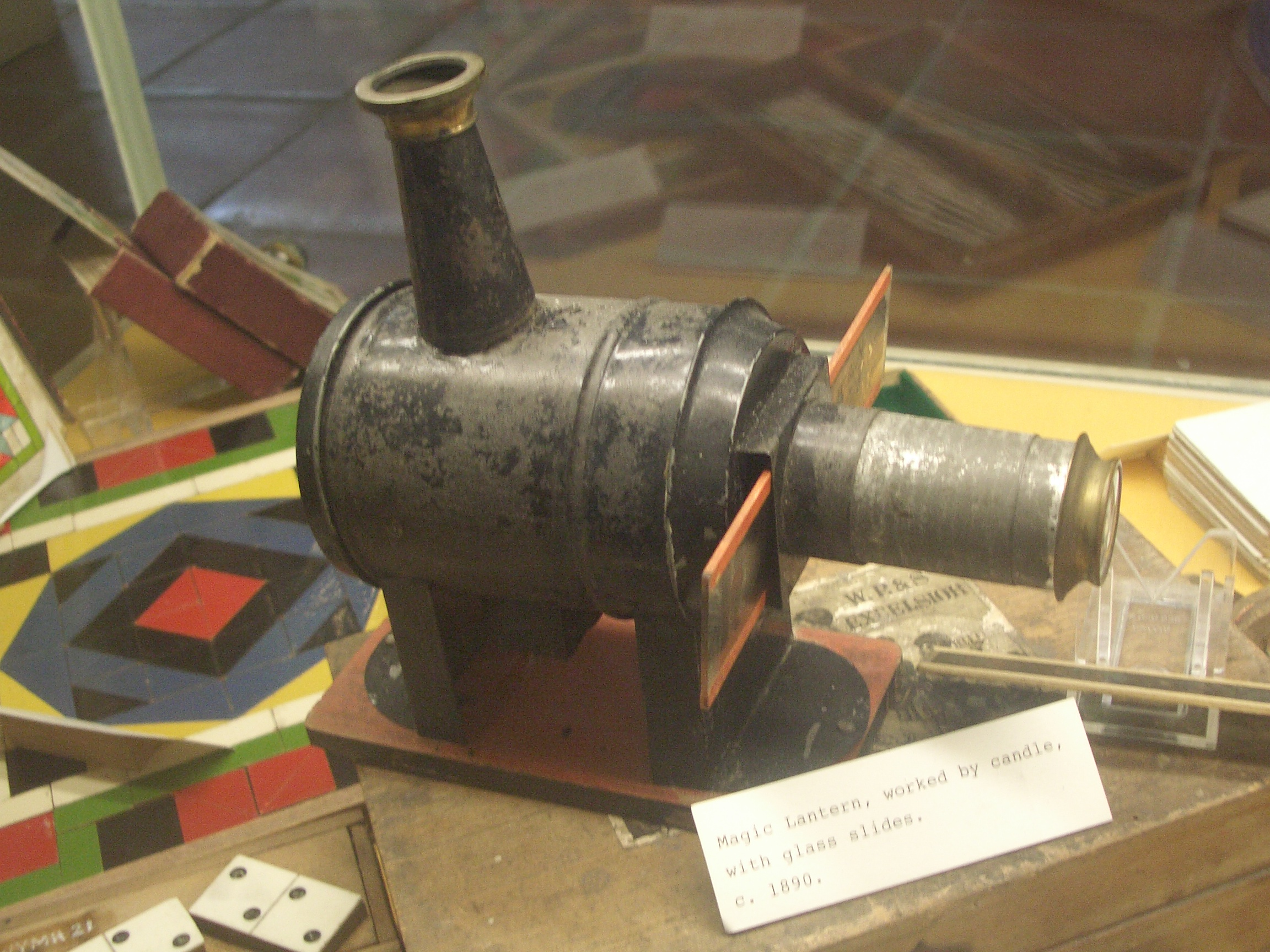
Lanterne magique au Wymondham Museum.

Le prêtre catholique Athanasius Kircher a promu la lanterne magique en publiant le livre Ars Magna Lucis et Umbrae en 1680. La controverse a rapidement suivi alors que les prêtres et les maçons utilisaient les lanternes "pour persuader les adeptes de leur capacité à contrôler à la fois les forces des ténèbres et de l'illumination" et que les groupes de tempérance utilisaient les lanternes pour lutter contre l'alcoolisme. Dans les années 1800, des missionnaires tels que David Livingstone utilisaient les lanternes pour présenter l'Évangile en Afrique. Après l'émergence des salles de cinéma, les lanternes magiques ont perdu leur popularité et ont disparu du public.[réf. nécessaire]
Au fil des ans, de nombreux chrétiens ont commencé à utiliser le cinéma à leurs propres fins. En 1899, Herbert Booth, dans le cadre de l'Armée du Salut, prétend être le premier utilisateur de film pour la cause du christianisme.

### XXesiècle
Dans les années 1940, des cinémathèques chrétiennes voient le jour. Des hommes d'affaires chrétiens intéressés par la location de matériel audiovisuel ont créé des bibliothèques pour louer des films aux églises. Harvey W. Marks a créé le Visual Aid Center en 1945. Vers 1968, Harry Bristow a lancé Christian Cinema dans un petit théâtre du quartier Germantown de Philadelphie et, au début des années 1970, le ministère a déménagé dans un théâtre à Ambler, en Pennsylvanie. Christian Cinema exploitait une salle de cinéma qui ne présentait que des films chrétiens, mais a fermé au milieu des années 1990. La croissance des cinémathèques chrétiennes a conduit à la création de la Christian Film Distributors Association (CFDA) en 1974. Le CFDA a commencé à organiser chaque année une conférence pour les cinéastes et distributeurs chrétiens. La Christian Film and Video Association (anciennement la Christian Film Distribution Association) a décerné des Crown Awards pour les films qui « glorifient Jésus Christ ».
Depuis l'ouverture de The Great Commandment dans les salles de cinéma en 1941, de nombreux cinéastes chrétiens ont tenté de poursuivre les sorties en salles. World Wide Pictures a été un pionnier dans le partenariat avec les églises pour amener des films chrétiens au cinéma. Tout au long des années 50 et 60, des films chrétiens ont été produits avec un professionnalisme croissant et des publicités pour des films chrétiens sont souvent apparues dans des magazines tels que Christianity Today. Un an plus tôt, la Commission du film protestant avait lancé une série de longs métrages non destinés aux salles de cinéma destinés à être loués aux églises et à d'autres organisations connexes. En 1979, le film Jésus est apparu dans les salles à travers les États-Unis. Ce film, basé sur l'Évangile de Luc, a été réalisé pour 6 millions de dollars par CRU. De nombreux films chrétiens sont sortis en salles depuis lors, tels que La Prophétie des ténèbres (1999).

### Festivals de cinéma
En 1993, Tom Saab a lancé le Merrimack Valley Christian Film Festival à Salem, New Hampshire. Chaque année, ce festival a lieu pendant la semaine de Pâques et attire des milliers de spectateurs dans un théâtre pour regarder gratuitement des films chrétiens. L'organisation de Saab, Christian Film Festivals of America, a également présenté des festivals de cinéma à Salinas, en Californie, et à Orlando, en Floride. En octobre 1999, l'église Voice of Pentecost de San Francisco a accueilli le 1er festival annuel du film WYSIWYG. Parmi les autres festivals de films chrétiens figurent le Festival du film chrétien indépendant de San Antonio, le projet de film de 168 heures et le Festival du film rédempteur.

### XXIesiècle

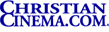
ChristianCinema.com (en) est un site Web qui répertorie les films liés au christianisme.

Au XXIe siècle, les films les plus populaires au box-office ont été Facing The Giants (VF)  (2006), Amazing Grace (2007), Fireproof (2008), Les Liens sacrés (film) (2009), Lettres à Dieu (2010), Et si... (2010), The Grace Card (2011), Courageux (2011), October Baby (2012), Home Run (2013), Fils de Dieu (2014), Dieu n'est pas mort (2014), Old Fashioned (en) (2015), Avez-vous la foi ? (2015), Les Pouvoirs de la prière (2015), Dieu n'est pas mort 2 (2016), Jésus, l'enquête (2017), Dieu n'est pas mort: Une lumière dans les ténèbres (2018), La Voix du pardon (2018), De l'autre côté (2019) et Battante (2019), La Révolution de Jésus (2023), 
En 2006, près de 50 films de confession chrétienne ont été produits. Les films ont rapporté en moyenne 39 millions de dollars. Les cinq grands studios hollywoodiens ont créé des départements marketing pour cibler la demande croissante de plats confessionnels et familiaux. L'éditeur de Movieguide, Ted Baehr, a déclaré : « Il y a une concurrence pour le public chrétien maintenant qu'il n'y en avait pas auparavant. Je pensais qu'à un moment donné, ça se stabiliserait, mais jusqu'à présent, ça devient de plus en plus gros. C'est plus que ce que j'aurais pu imaginer. L'un des publics qui s'est stabilisé et qui s'est même accru pour les livres, |la musique et les films est le public chrétien."
La prolifération des films chrétiens et des films chrétiens a conduit à la création de nombreux détaillants en ligne qui concentrent leur activité exclusivement sur la vente et la distribution de films chrétiens en ligne et de films familiaux tels que Parables.tv, Exploration Films, FishFlix.com, ChristianCinema.com et ChristianMovies.com. Parables TV propose également la diffusion de Télévision en continu et la Grille des programmes. En 2013, FishFlix.com a ouvert le tout premier magasin de DVD entièrement consacré aux DVD chrétiens à Tulsa (Oklahoma).
Le film de 2014 Dieu n'est pas mort est l'un des films chrétiens indépendants ayant obtenu le plus de succès de tous les temps et le film de 2015 Les Pouvoirs de la prière est devenu un film numéro un au box-office.

## Sociétés de production
En 1949, Ken Anderson, rédacteur en chef du magazine Youth for Christ ("La jeunesse pour le Christ"), décide de créer un petit studio de cinéma chrétien. Une ancienne salle de danse disparue a été achetée et déplacée sur un terrain donné pour devenir la première maison de Gospel Films, qui est devenu le plus grand distributeur de films chrétiens[réf. nécessaire]. Voyant le potentiel des films chrétiens, l'évangéliste baptiste Billy Graham et la Billy Graham Evangelistic Association ont créé World Wide Pictures en tant que société de production en 1951 pour produire et distribuer des films chrétiens. Gateway Films (maintenant Vision Video) a été fondé en 1969. La société de production Sherwood Pictures fondée par l’Église baptiste de Sherwood à Albany (Géorgie) en 2003 a particulièrement été influente au début du XXIe siècle ,. Pure Flix a été fondé en 2005 à Scottsdale aux États-Unis par David A. R. White, Russell Wolfe, Michael Scott et Elizabeth Travis. En 2015, la société a lancé une plateforme de films et séries télévisées en flux continu sur Internet. Kendrick Brothers a été fondé en 2013 par le pasteur baptiste Alex Kendrick, Stephen Kendrick et Shannon Kendrick dans le but de succéder à Sherwood Pictures. Kingdom Story Company a été fondé en 2019 à Anaheim par les frères Erwin, Kevin Downes et  Tony Young.

## Liste des films chrétiens les plus rentables
Voici une liste des films chrétiens les plus rentables au box-office depuis 2004, y compris uniquement les films avec des thèmes chrétiens manifestes promouvant explicitement l'Évangile ou un message autrement chrétien.
| Rang | Titre                                                 | Distributeur                                     | Billetterie mondiale      | Week-end d'ouverture nationale | An   | Références |
| ---- | ----------------------------------------------------- | ------------------------------------------------ | ------------------------- | ------------------------------ | ---- | ---------- |
| 1    | La passion du Christ                                  | Icon Productions                                 | 622,3 millions de dollars | 83,8 millions de dollars       | 2004 | [ 21 ]     |
| 2    | Et si le ciel existait ?                              | Sony Pictures Entertainment                      | 101,3 millions de dollars | 22,5 millions de dollars       | 2014 | [ 22 ]     |
| 3    | Le chemin du pardon (internat.) Le Refuge (Qc)        | Lionsgate                                        | 96,9 millions de dollars  | 16,2 millions de dollars       | 2017 | [ 23 ]     |
| 4    | La Voix du pardon                                     | Lionsgate Roadside Attractions (en)              | 86 millions de dollars    | 17,1 millions de dollars       | 2018 | [ 24 ]     |
| 5    | Les Pouvoirs de la prière                             | Sony Pictures Entertainment                      | 74 millions de dollars    | 11,4 millions de dollars       | 2015 | [ 25 ]     |
| 6    | Miracles du ciel (internat.) Miracles du Paradis (Qc) | Sony Pictures Entertainment                      | 73,9 millions de dollars  | 14,8 millions de dollars       | 2016 | [ 26 ]     |
| 7    | Son of God (VF) (internat.) Fils de Dieu (Qc)         | 20th Century Studios                             | 70,95 millions de dollars | 25,6 millions de dollars       | 2014 | [ 27 ]     |
| 8    | Dieu n'est pas mort                                   | Freestyle Releasing (en) Pure Flix Entertainment | 64,7 millions de dollars  | 9,2 millions de dollars        | 2014 | [ 28 ]     |
| 9    | L'Étoile de Noël                                      | Sony Pictures Entertainment                      | 62,8 millions de dollars  | 9,8 millions de dollars        | 2017 | [ 29 ]     |
| 10   | De l'autre côté                                       | 20th Century Studios                             | 50,4 millions de dollars  | 11,3 millions de dollars       | 2019 | [ 30 ]     |

## Film chrétien en Afrique

### Afrique du Sud
Faith Like Potatoes, un film biographique sur Angus Buchan, un agriculteur devenu prédicateur est sortie en Afrique du Sud en 2006. Lorsque Sony Pictures Home Entertainment a sorti le film en avril aux États-Unis, il a vendu plus de 230 000 DVD au cours des trois premiers mois, ce qui en fait l'un des DVD les plus vendus sur le marché chrétien.

### Nigeria
Les chrétiens nigérians contribuent activement à l'essor de l'industrie cinématographique nigériane connue sous le nom de Nollywood. Les films chrétiens représentent environ 20% des films nigérians. Les sociétés indépendantes, les ministères et les grandes églises produisant des centaines de films chrétiens se considèrent souvent comme une alternative à Nollywood. Néanmoins, ils ont participé au succès grand public et de nombreux films apparaissent sur les chaînes de télévision d'État.
L'Église chrétienne rachetée de Dieu a fondé Dove Studios, qui est devenu le plus grand studio et distributeur de films du pays. Plus de 50 000 copies de leurs films ont été vendues avant avril 2006. Le Gospel Film Festival (GOFESTIVAL) est également une attraction cinématographique nigériane majeure.